# 布雷讷河畔讷维尔
布雷讷河畔讷维尔（法語：Neuville-sur-Brenne，法語發音：[nøvil syʁ bʁɛn] ⓘ）是法国安德尔-卢瓦尔省的一个市镇，位于该省东北部，属于图尔区。

## 地理
布雷讷河畔讷维尔（47°37'9"N, 0°54'30"E）面积6.89 平方千米，位于法国中央-卢瓦尔河谷大区安德尔-卢瓦尔省，该省份为法国中西部省份，北起萨尔特省、东北接卢瓦-谢尔省，东南接安德尔省，南至维埃纳省，西临曼恩-卢瓦尔省。
与布雷讷河畔讷维尔接壤的市镇（或旧市镇、城区）包括：欧通、勒布莱、雷诺堡、索奈、维勒绍沃。
布雷讷河畔讷维尔的时区为UTC+01:00、UTC+02:00（夏令时）。

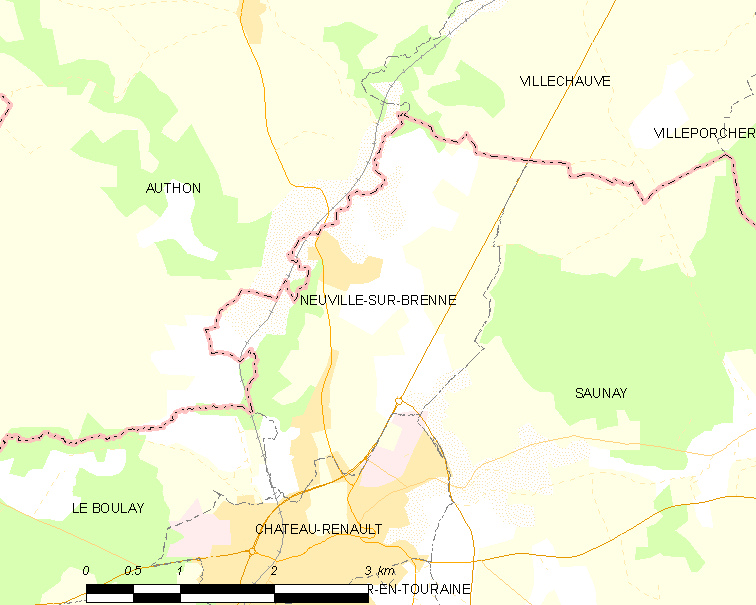
布雷讷河畔讷维尔的OSM定位图

## 行政
布雷讷河畔讷维尔的邮政编码为37110，INSEE市镇编码为37169。

## 政治
布雷讷河畔讷维尔所属的省级选区为雷诺堡县。

## 人口

1962-2008年间布雷讷河畔讷维尔人口变化图示

布雷讷河畔讷维尔于2022年1月1日时的人口数量为890人。